# John Grant (scénariste)
Pour les articles homonymes, voir John Grant.
John Grant (né le 27 décembre 1891 et mort le 19 novembre 1955) est un écrivain américain surtout connu pour son travail avec Abbott et Costello.

## Carrière
Grant se spécialise dans le burlesque au cours des années 1930. En 1938, lorsque Abbott et Costello se joignent à l'émission de radio de Kate Smith, ils engagent Grant, qui travaillait à l'époque à Toronto, comme scripteur. L'équipe réalise leur fameux sketch Who's on First?, diffusé en mars 1938.
En plus de son travail avec le duo, Grant scénarise des œuvres telles Colgate Comedy Hour (en). Ses gags seront également repris par les duos Dean Martin and Jerry Lewis et Ma and Pa Kettle.
Au cours de la Peur rouge des années 1950, Lou Costello demande à ses employés de signer un document affirmant qu'ils n'ont rien à voir avec le communisme. Grant refuse de signer et Costello le renvoie, ce qui fait en sorte qu'il ne travaille pas sur Deux Nigauds en Alaska.
Grant travaille alors avec Martin and Lewis sur La Polka des marins. Costello, ayant senti que l'absence de Grant a nuit à Deux Nigauds en Alaska, réengage ce dernier pour travailler sur Abbott and Costello Meet Captain Kidd.
À l'époque, Grant travaille également sur Ma and Pa Kettle at the Fair (en) (1951), La Polka des marins (1952), Fireman Save My Child (en) (1954) et Les Géants du cirque (1954).

## Filmographie

### Contributions à Abbott et Costello
- Deux Nigauds et la momie (1955) (scénariste) - seul script où il bénéficie seul du crédit.
- Deux Nigauds et les flics (1955) (scénariste)
- Deux Nigauds contre le Dr Jekyll et Mr Hyde (1953) (scénariste)
- Deux Nigauds chez Vénus (1953) (screenplay)
- Abbott and Costello Meet Captain Kidd (1952) (scénariste)
- Deux Nigauds contre l'homme invisible (1951) (mise en scène)
- Deux Nigauds légionnaires (1950) (scénariste)
- Deux Nigauds chez les tueurs (1949) (scénariste)
- Deux Nigauds contre Frankenstein (1948) (scénariste)
- Hommes du monde (1944) (scénariste)
- Rio Rita (1942) (collaboration spéciale)
- Deux Nigauds soldats (1941) (collaboration spéciale)

### Autres films
- 1944 : Cavalcade musicale (Bowery to Broadway)

## Crédit d'auteurs
- (en) Cet article est partiellement ou en totalité issu de l’article de Wikipédia en anglais intitulé « John Grant (screenwriter) » (voir la liste des auteurs).